# 绍纳克
绍纳克（法語：Chaunac，法語發音：[ʃonak]）是法国滨海夏朗德省的一个市镇，位于该省东南部，属于容扎克区。

## 地理
绍纳克（45°21'37"N, 0°21'36"W）面积2.26 平方千米，位于法国新阿基坦大区滨海夏朗德省，该省份为法国西部滨海省份，北起旺代省，西临大西洋，南至吉倫特省，东南接多爾多涅省，东北接德塞夫勒省接壤，东临夏朗德省。
与绍纳克接壤的市镇（或旧市镇、城区）包括：埃克斯皮尔蒙、方丹多济亚克、莱奥维尔、波米耶-穆隆、蒂热拉圣莫里克、维布拉克。

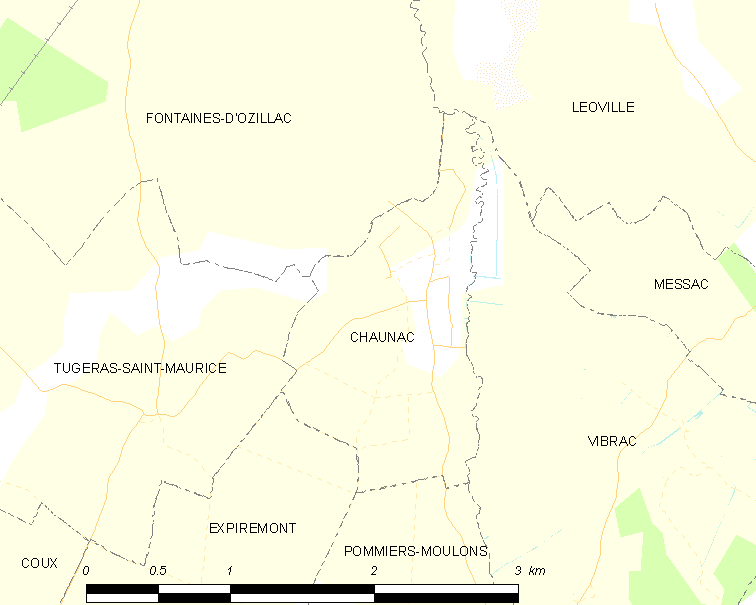
绍纳克的OSM定位图

绍纳克的时区为UTC+01:00、UTC+02:00（夏令时）。

## 行政
绍纳克的邮政编码为17130，INSEE市镇编码为17096。

## 政治
绍纳克所属的省级选区为容扎克县。

## 人口

1962-2008年间绍纳克人口变化图示

绍纳克于2022年1月1日时的人口数量为70人。